# Piptadenia fruticosa
Piptadenia fruticosa är en ärtväxtart som först beskrevs av Carl Friedrich Philipp von Martius, och fick sitt nu gällande namn av James Francis Macbride. Piptadenia fruticosa ingår i släktet Piptadenia och familjen ärtväxter. Inga underarter finns listade i Catalogue of Life.